# Lilla Skogskär
Lilla Skogskär är en ö i Finland. Den ligger i Skärgårdshavet och i kommunen Kimitoön i den ekonomiska regionen  Åboland i landskapet Egentliga Finland, i den sydvästra delen av landet. Ön ligger omkring 65 kilometer söder om Åbo och omkring 160 kilometer väster om Helsingfors. Lilla Skogskär ligger 10 meter över havet.
Öns area är 3,9 hektar och dess största längd är 250 meter i sydväst-nordöstlig riktning. Det finns inga samhällen i närheten.